# ایالات متحده جزایر ایونی
ایالات متحده جزایر ایونی (یونانی: Ἡνωμένον Κράτος τῶν Ἰονίων Νήσων، ت.ت. '"United State of the Ionian Islands"' ' ایتالیایی: Stati Uniti delle Isole Ionie) یک دولت یونانی و تحت الحمایه سلطنتی بریتانیا بین سال‌های ۱۸۱۵ و ۱۸۶۴ بود. این دولت ایالت جانشین جمهوری هفت جزیره‌ای در قلمرو جزایر ایونی بود که امروزه در کشور یونان قرار دارند. بریتانیا پس از قطعنامه اتحاد با یونان، به عنوان هدیه این جزایر را به پادشاه تازه به تخت نشسته جرج اول بخشید.

## تاریخ
قبل از جنگ‌های انقلاب فرانسه، جزایر ایونی بخشی از جمهوری ونیز بودند. هنگامی که معاهده کامپو فرمیو در سال ۱۷۹۷ جمهوری ونیز را منحل کرد، این جزایر به جمهوری فرانسه ضمیمه شدند. بین سال‌های ۱۷۹۸ و ۱۷۹۹، فرانسوی‌ها توسط نیروهای مشترک روسیه و عثمانی بیرون رانده شدند. نیروهای اشغالگر جمهوری جزایر هفت‌گانه را تأسیس کردند که از سال ۱۸۰۰ تا ۱۸۰۷ تحت فرمانروایی تشریفاتی عثمانی و کنترل روسیه از استقلال نسبی برخوردار بود.
جزایر ایونی پس از معاهده تیلسیت توسط فرانسوی‌ها اشغال شد. در سال ۱۸۰۹، بریتانیا ناوگان فرانسوی را در جزیره زاکینتوس در ۲ اکتبر شکست داد و کیفالونیا، کیثیرا و زاکینثوس را تصرف کرد. انگلیسی‌ها در سال ۱۸۱۰ اقدام به تصرف لفکادا کردند. جزیره کورفو تا سال ۱۸۱۴ در اشغال فرانسوی‌ها باقی ماند.
بر اساس معاهده بین بریتانیای کبیر و [اتریش، پروس و] روسیه، (امضا شده در پاریس در ۵ نوامبر ۱۸۱۵)، با اشاره به جزایر ایونی به عنوان یکی از معاهدات امضا شده در خلال صلح پاریس، بریتانیا تحت الحمایه‌ای این کشور را بر عهده گرفت. جزایر ایونی، و بر اساس ماده هشتم این معاهده، امپراتوری اتریش از امتیازات تجاری مشابهی با جزایر بریتانیا برخوردار شد. همان‌طور که در ماده ۴ این معاهده توافق شده بود، "منشور قانون اساسی جدید برای دولت" تنظیم شد و با تصویب " قانون اساسی میتلند " در ۲۶ اوت ۱۸۱۷، فدراسیونی از هفت جزیره با حضور ژنرال سر توماس میتلند ایجاد شد و رسمیت یافت. این ژنرال بدین ترتیب اولین " لرد کمیساریای عالی جزایر ایونی " شد.
چند سال بعد گروه‌های ملی‌گرای یونانی شروع به شکل‌گیری کردند. اگرچه انرژی آن‌ها در سال‌های اولیه برای حمایت از انقلابیون یونانی خود در انقلاب علیه امپراتوری عثمانی معطوف شد، اما پس از استقلال یونان تمرکز خود را به اتحاد یونان معطوف کردند. حزب رادیکال‌ها (به یونانی: Κόμμα των Ριζοσπαστών) در سال ۱۸۴۸ به عنوان یک حزب سیاسی طرفدار اتحاد جوامع یونانی‌تبار تأسیس شد. در سپتامبر ۱۸۴۸ زد و خورد با پادگان بریتانیایی‌ها در Argostoli و Lixouri در Kefalonia منجر به امتیازگیری شورشیان برای اجرای قوانین محلی تحت‌الحمایه و آزادی مطبوعات شد. مردم جزیره تقاضای فزاینده خود را برای اتحاد پنهان نکردند و روزنامه‌های این جزایر مکرراً مقالاتی را در انتقاد از سیاست‌های بریتانیا در تحت‌الحمایه منتشر می‌کردند. در ۱۵ اوت ۱۸۴۹، شورش دیگری آغاز شد که توسط سر هنری جورج وارد، که به‌طور موقت حکومت نظامی را رهبری می‌کرد، سرکوب شد.
در ۲۶ نوامبر ۱۸۵۰، جان دتوراتوس تایپالدوس، نماینده حزب رادیکال، در پارلمان ایونی قطعنامه‌ای را برای اتحاد جزایر ایونی با یونان پیشنهاد کرد که توسط تعدادی از نمایندگان امضا شد. در سال ۱۸۶۲، حزب به دو جناح «حزب رادیکال متحد» و «حزب رادیکال واقعی» تقسیم شد. در طول دوره حکومت بریتانیا، ویلیام یوئرت گلدستون از جزایر بازدید کرد و برای خشم دولت بریتانیا، اتحاد مجدد آن‌ها با یونان را توصیه کرد.
در ۲۹ مارس ۱۸۶۴ دولتهای بریتانیای کبیر، یونان، فرانسه و یونان پیمان لندن را امضا کردند که طبق آن، بریتانیا پذیرفت که این جزایر را به کشور یونان بسپارد و بنابراین، در ۲۸ مه، با اعلامیه لرد کمیساریای عالی، جزایر ایونی با یونان متحد شدند.

## زبان‌ها
بر اساس قانون اساسی دوم جمهوری (۱۸۰۳)، بر خلاف وضعیت در جمهوری جزایر هفت‌گانه، یونانی زبان رسمی اصلی بود. از زمان جمهوری ونیز، زبان ایتالیایی همچنان برای مقاصد رسمی مورد استفاده قرار می‌گرفت. تنها جزیره‌ای که ایتالیایی (ونیزی) در آن گسترش بیشتری داشت سفالونیا بود، جایی که تعداد زیادی از مردم ایتالیایی ونیزی را به عنوان زبان اول خود پذیرفته بودند.

## ایالت‌ها

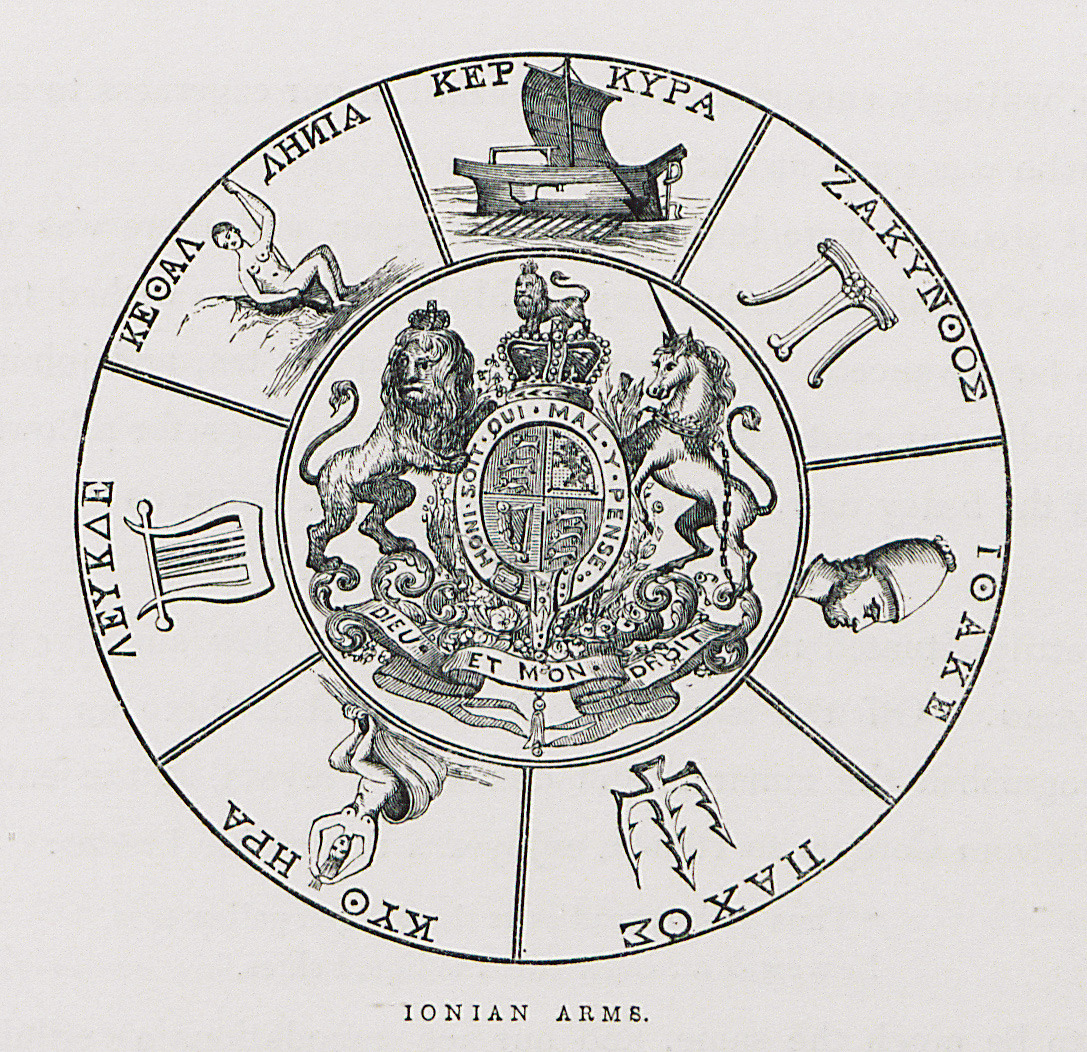
نشان بریتانیا که توسط نمادهای هفت جزیره ایونی احاطه شده‌است. از بالا، در جهت عقربه‌های ساعت: کورفو، زاکینتوس، ایتاکا، پاکسوی، سیترا/سریگو، لوکاس، کیفالونیا

ایالات متحده جزایر ایونی یک فدراسیون بود. این دولت شامل هفت ایالت جزیره‌ای بود که به هر یک از آن‌ها تعدادی کرسی در پارلمان و سنای ایونی اختصاص داده بودند:
| دولت      | سرمایه، پایتخت | اعضا انتخاب شدند |
| --------- | -------------- | ---------------- |
| کورفو     | کورفو          | ۷                |
| کیفالونیا | آرگوستولی      | ۷                |
| کیثیرا    | کیثیرا         | ۱ یا 2           |
| ایتاکا    | وثی            | ۱ یا 2           |
| Paxos     | گایوس          | ۱ یا 2           |
| لوکاس     | لفکادا         | ۴                |
| زاکینتوس  | زاکینتوس       | ۷                |

## حکومت

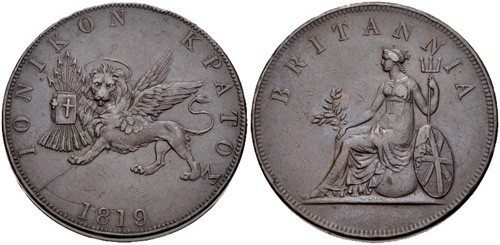
سکه دو اوبولی ایونی، ۱۸۱۹

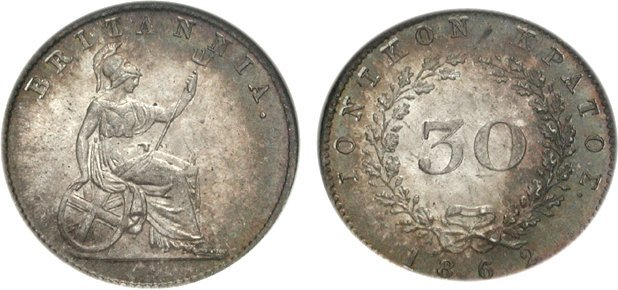
۳۰ اوبولی جزایر ایونی، ۱۸۶۲

دولت بریتانیا تحت هدایت یک لرد کمیسر عالی که توسط دولت بریتانیا منصوب شده بود، سازماندهی می‌شد. در مجموع، ده مرد در این سمت خدمت کردند، از جمله ویلیام گلدستون به عنوان لرد فوق‌العاده کمیساریای عالی در ۱۸۵۸–۱۸۵۹.
جزایر ایونی یک مجلس قانونگذاری دو مجلسی به نام «پارلمان ایالات متحده جزایر ایونی» داشت که از مجلس قانونگذاری و سنا تشکیل شده بود.
قانون اساسی ۱۸۱۸ همچنین یک دادگاه عالی استیناف به نام شورای عالی دادگستری ایالات متحده جزایر ایونی تأسیس کرد، که رئیس‌جمهور به عنوان رئیس قاضی شناخته می‌شد که بلافاصله پس از رئیس سنا در اولویت قرار می‌گرفت.
روسای دادگستری متوالی عبارت بودند از:
- جان کرک پاتریک ۱۸۲۰–۱۸۳۵
- سر جیمز جان رید ۱۸۳۷–؟
- سر چارلز سارجنت ۱۸۶۰ –؟
- سر پاتریک مک چامبایچ د کولکوهون ۱۸۶۱–۱۸۶۴